# Мерец
МЕРЕЦ (ивр. מרצ‎) — левая социал-демократическая политическая партия Израиля, занимающаяся вопросами мирного урегулирования израильско-палестинского конфликта, прав человека, свободы вероисповедания и зелёной политикой. Происходящая из рабоче-сионистской среды партия поддерживает мирный процесс и равноправие всех жителей страны.
В переводе на русский слово Мерец означает энергия, активность, решительность. Название изначально является также акронимом (буквы взяты из названий партий-предшественниц МАПАМ и РАЦ, тоже акронимов), поэтому в русскоязычной израильской прессе иногда используется написание заглавными буквами — МЕРЕЦ.
На выборах 2013 года лозунгом партии являлось МЕРЕЦ — Левые Израиля (МЕРЕЦ — Ха-Смоль Шель Исраэль, ивр. מרצ - השמאל של ישראל‎), на выборах 2009 года — Новое движение МЕРЕЦ (Ха-Тнуа Ха-Хадаша МЕРЕЦ, ивр. התנועה החדשה - מרצ‎), ранее партия на короткое время также называлась ЯХАД и МЕРЕЦ — ЯХАД.
На парламентских выборах в сентябре 2019 партия выступила в левом коалиционном списке Ха-махане ха-демократи (Демократический лагерь) с Демократической партией Израиля и Ха-Тнуа ха-йерука во главе со Став Шафир из Аводы. В следующих выборах в марте 2020 года в Кнессет 23-го созыва партия участвовала в одном списке с партиями Авода и Гешер. По итогам выборов в законодательные органы Израиля 2021 года, в которых МЕРЕЦ участвовал самостоятельно, парламентское представительство партии выросло вдвое, до 6 депутатов, и она вошла в 36-е правительство Израиля с тремя министерскими портфелями.
На место лидера движения Ницана Горовица, сменившего Тамар Зандберг в 2019 году, вернулась Захава Гальон, однако под её началом партия не смогла преодолеть избирательный барьер на выборах 2022 года — единственных, когда ей не удалось получить места в Кнессете.
30 июня 2024 года МЕРЕЦ согласился объединиться с Аводой, чтобы сформировать новую партию — Ха-Демократим («Демократы»). Соглашение было ратифицировано на съезде делегатов от двух партий 12 июля 2024 года. Согласно соглашению, они продолжат свою деятельность как отдельные бюджетные организации, а их фракции в Гистадруте, муниципальных советах и других органах за пределами Кнессета будут сотрудничать, но пока не сливаться воедино.
Партия являлась членом Социнтерна и Прогрессивного альянса, а также наблюдателем в Партии европейских социалистов.

## История

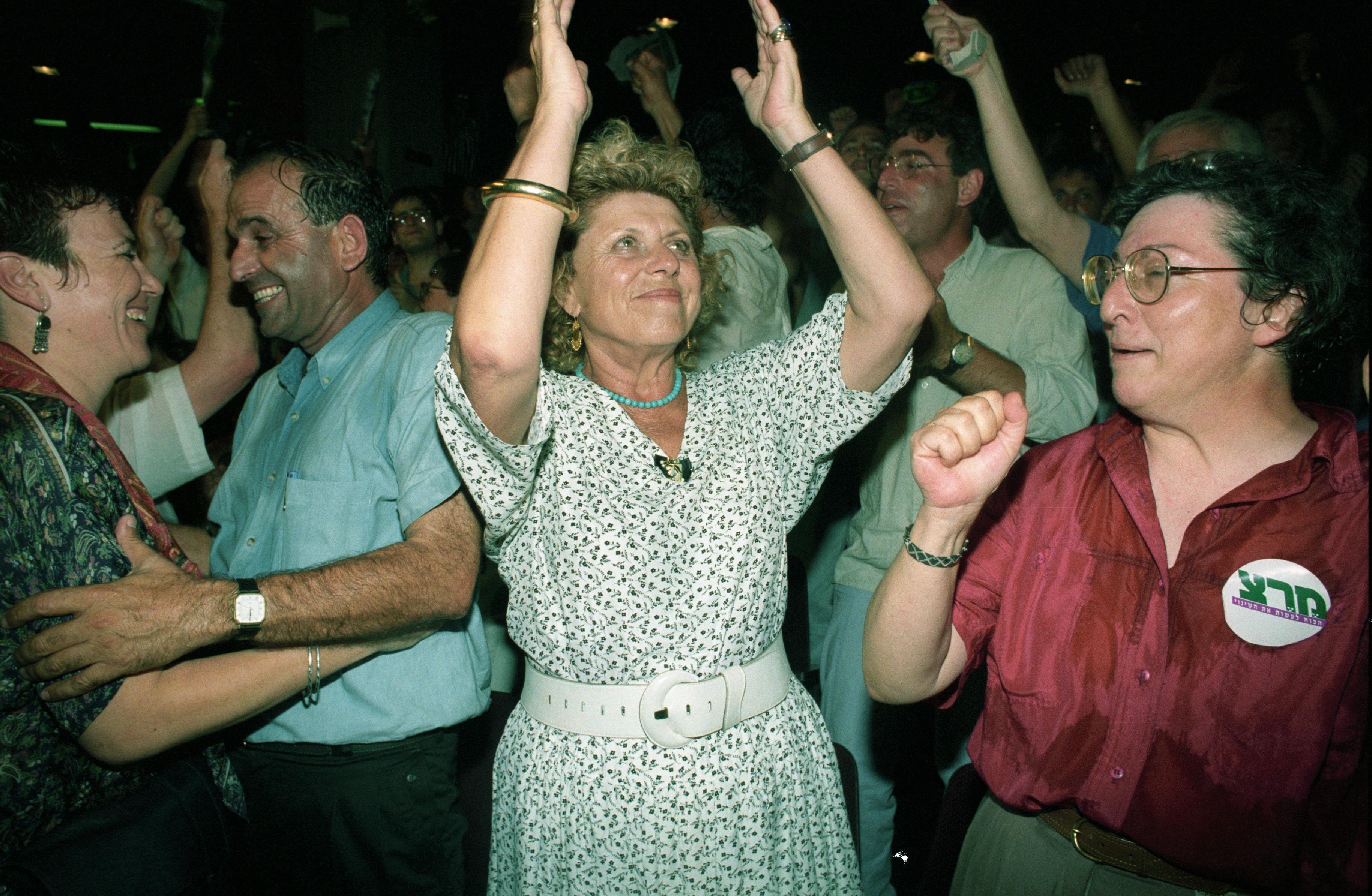
Шуламит Алони отмечает результаты выборов 1992 года в штаб-квартире партии «Мерец».

«Мерец» была образована перед выборами в кнессет в 1992 году в результате альянса трех левых партий: «Рац», «Мапам» и «Шинуй». Первоначально главой объединения стала председатель партии «Рац» Шуламит Алони, депутат кнессета многих созывов. Название «Мерец» было выбрано как сокращение от «Мапам» и «Рац». Третий участник альянса не был отражен в его названии, но вместо этого, был упомянут в предвыборном лозунге партии: «ממשלה עם מרצ, הכוח לעשות את השינוי» — «Правительство c энергией [„Мерец“ переводится как „энергия“], сила совершить перемену [„Шинуй“ переводится как „перемена“]». Слияние сотрудничавших партий было подстёгнуто принятием в октябре 1991 года принят закона о повышении электорального барьера с 1 % до 1,5 %. Между социалистическим подходом «Мапам» к экономике и либеральным «Шинуй» были противоречия, однако в ходе переговоров руководителям партий удалось достигнуть компромисса. Первые выборы увенчались успехом, партия получила 9,6 % голосов и двенадцать мест, что сделало её третьей по величине фракцией в кнессете. «Мерец» стал основным партнером партии «Авода» по коалиции в правительстве Ицхака Рабина, помогая проложить путь к соглашениям в Осло.
Депутаты от партии заняли несколько министерских постов в правительстве Рабина, Алони стала министром образования, хотя из-за споров по поводу роли религии в образовании она в мае 1993 года оставила пост министерства образования, став министром без портфеля. Позже, в июне она заняла пост министра связи и министра науки и технологий (впоследствии это министерство было переименовано в министерство науки и искусства). Амнон Рубинштейн стал министром энергетики и инфраструктуры и министром науки и технологии, а затем министром образования, культуры и спорта. Яир Цабан был назначен министром абсорбции, а в конце 1992 года «Мерец» получил четвёртый пост, когда Йоси Сарид стал министром охраны окружающей среды и принял участие в израильско-палестинских переговорах. Впрочем, существенно осложняли положение в коалиции разногласия между блоком «Мерец» и ультраортодоксальной партией «ШАС», которая и добилась смещения Алони с поста министра образования. В правительстве Шимона Переса, сформированном после убийства Ицхака Рабина в ноябре 1995 года, усилилась роль Йоси Сарида в межминистерской комиссии по вопросам безопасности.

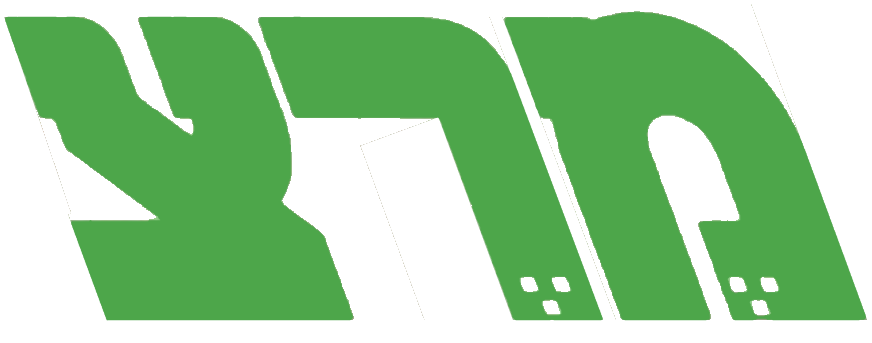
Изначальный логотип блока МЕРЕЦ.

После выборов 1996 года, на которых «Мерец» набрал на четверть меньше голосов и вдвое меньше мандатов, чем в предыдущих выборах, блок перешёл в оппозицию, а Алони проиграла на праймериз Йоси Сариду, который стал лидером партии вместо неё, и ушла в отставку. В 1997 году три партии официально объединились в единое движение, хотя часть партии «Шинуй» (под руководством Авраама Пораза) откололась, и образовала отдельное движение. Позже депутат кнессета от «Мерец» Давид Цукер также вышел из партии, и создал фракцию одного человека в качестве независимого парламентария.
Учредительный съезд единой партии утвердил программные положения: поощрение инвестиций и социальной защиты по принципу «столько капитализма, сколько возможно, столько социализма, сколько необходимо»; скорейшее проведение переговоров о мире на основе территориального компромисса и разделения; ликвидация всех еврейских поселений в секторе Газы и большинства — в Иудее и Самарии; установление добрососедских отношений с арабским миром; культурный плюрализм; совершенствование законодательства и общественного контроля за соблюдением гражданских прав и свобод; введение гражданских браков; обеспечение прав национальных и сексуальных меньшинств; отделение религиозных институтов от государства, борьба с религиозным давлением; устранение дискриминации, равное распределение инвестиций в еврейские и арабские муниципалитеты.
На выборах 1999 года «Мерец» несколько восстановил своё представительство в кнессете, завоевав 10 мандатов. В числе депутатов от фракции впервые в кнессет была выбрана израильская арабка, Хосния Джабара. Партия «Мерец» была приглашена главой правительства Эхудом Бараком в правящую коалицию. Сарид стал министром образования, Ран Коэн министром промышленности и торговли, а Хаим Орон министром сельского хозяйства и развития сельских районов. Однако уже в июне 2000 года «Мерец» пришлось выйти из правительства из-за очередного конфликта с партией «ШАС» вокруг неподконтрольности религиозных учебных заведений министру образования, а после того, как Ариэль Шарон (партия «Ликуд») был избран на пост премьер-министра Израиля в 2001 году во внеочередных выборах и сменил Барака, «Мерец» покинул коалицию и не вошёл в правительство национального единства; таким образом, Сарид стал официальным лидером оппозиции.
22 октября 2002 года депутат от партии «Мерец» Узи Эвен стал первым открытым гомосексуалом-парламентарием в Израиле, после того как сменил на этом посту в кнессете депутата Амнона Рубинштейна, ушедшего в отставку (поскольку он был следующим по очереди в предвыборном списке «Мерец»). Однако, срок его полномочий длился менее чем три месяца, так как кнессет был распущен в январе 2003 года. Вступление Эвена в кнессет встретило отрицательную реакцию со стороны ультраортодоксальной партии «ШАС». Депутат от «ШАС» Ниссим Зеев заявил, что появление Эвена в кнессете «символизирует озверение человечества», добавив, что Эвен должен быть «спрятан под ковер», и его вход в кнессет должен быть запрещён.

На выборах 2003 года к «Мерец» присоединился Роман Бронфман из партии «Демократический выбор», а также представители левого крыла «Аводы» Йоси Бейлин и Яэль Даян, занявшие соответственно 5-е, 11-е и 12-е места в предвыборном списке. Однако количество депутатов от «Мерец» на этих выборов вновь сократилось, составив всего шесть мест. Йоси Сарид сразу же взял на себя ответственность за поражение и подал в отставку с поста руководителя партии, хотя он и не ушёл из кнессета и продолжал оставаться депутатом вплоть до своего окончательного ухода из политики, произошедшего незадолго до выборов 2006 года.

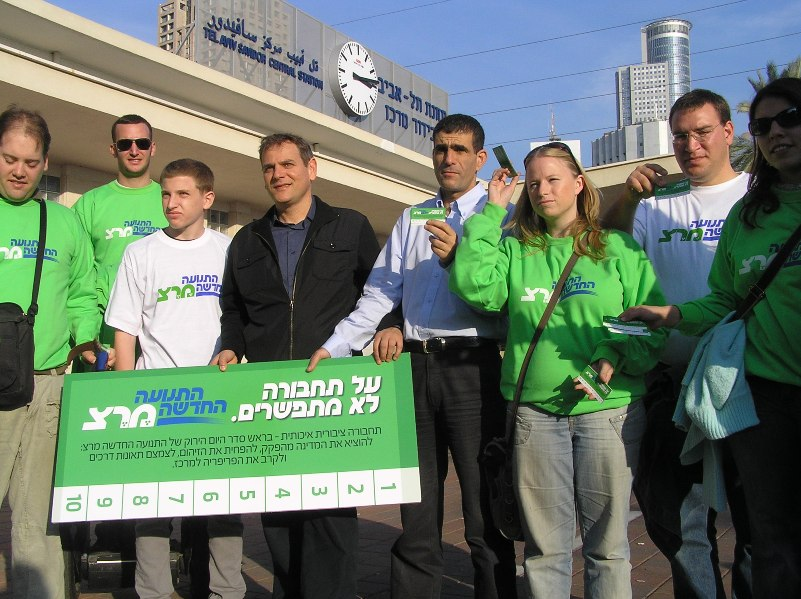
Митинг партии «Мерец» в 2009 году. Центральный вокзал, Тель-Авив.

В декабре 2003 года «Мерец» была распущена в целях слияния с внепарламентским движением «Шахар» (ивр. שח"ר), руководимым Йоси Бейлином. Изначально, предложенное название для новой партии было «Яад», но оно не было использовано, поскольку звучит как русское слово яд, и было высказано опасение, что это может оттолкнуть русскоязычных израильских избирателей . Вместо этого, было выбрано название «Яхад» (что означает «Вместе»). Это название так же является ивритским акронимом от слов «Исраэль Хевратит Демократит» — «ישראל חברתית דמוקרטית» (что переводится как «Социал-демократический Израиль»).
Новая партия была создана с целью объединить и возродить израильский сионистский лагерь мира, который потерпел сокрушительное поражение на выборах 2003 года (снизив своё представительство с 56 депутатов в 1992 году до 24 в 2003 году) после интифады Аль-Акса. Целью партии было объединить различные миротворчески настроенные сионистские движения с выступающим за прогресс мирных переговоров крылом партии «Авода». Однако эти усилия не увенчались успехом, так как, за исключением первоначально входивших туда «Мереца», «Шахара» и «Демократического выбора», ни одно другое движение не присоединилось к новой партии. Популярность объединения пострадала из-за снижения интереса к левофланговому движению за мирное разрешение арабо-израильского конфликта, в результате роста палестинского насилия произошедшего с начала интифады Аль-Аксы. В настоящее время[когда?] лишь 20 000 человек зарегистрированы членами партии. Это число вдвое меньше, чем число членов партии зарегистрированное на время праймериз 1999 года.
В марте 2004 года, Йоси Бейлин был избран лидером партии, победив Рана Коэна, и начал двухлетний срок пребывания на посту первого председателя «Яхад». В июле 2005 года группа решила изменить своё название на «Мерец-Яхад», потому что опросы общественного мнения показали, что название «Яхад» не было узнаваемым для израильской публики, которая предпочитала старое название «Мерец». Председатель партии Бейлин выступил против предложения вернуться к названию «Мерец» и безуспешно пытался с помощью усложнения процедуры не допустить попадания на потенциально проходные позиции в предвыборном списке представителей ядра старой партии. В результате был согласован компромиссный между старыми и новыми названиями вариант — «Мерец-Яхад».
Однако на выборах 2006 года название «Яхад» было удалено, партия проводила предвыборную кампанию просто как «Мерец», под лозунгом «Мерец слева, человек в центре». Тем не менее, это не повлияло на снижение популярности партии, которая на выборах 2006 года завоевала всего пять мест в кнессете. В 2007 году Цвия Гринфельд, шестая по партийному списку, стала первой в истории женщиной — ультраортодоксальной иудейкой (хареди) — членом кнессета, после того как Йоси Бейлин решил уйти из политики и освободил для неё своё место в кнессете.

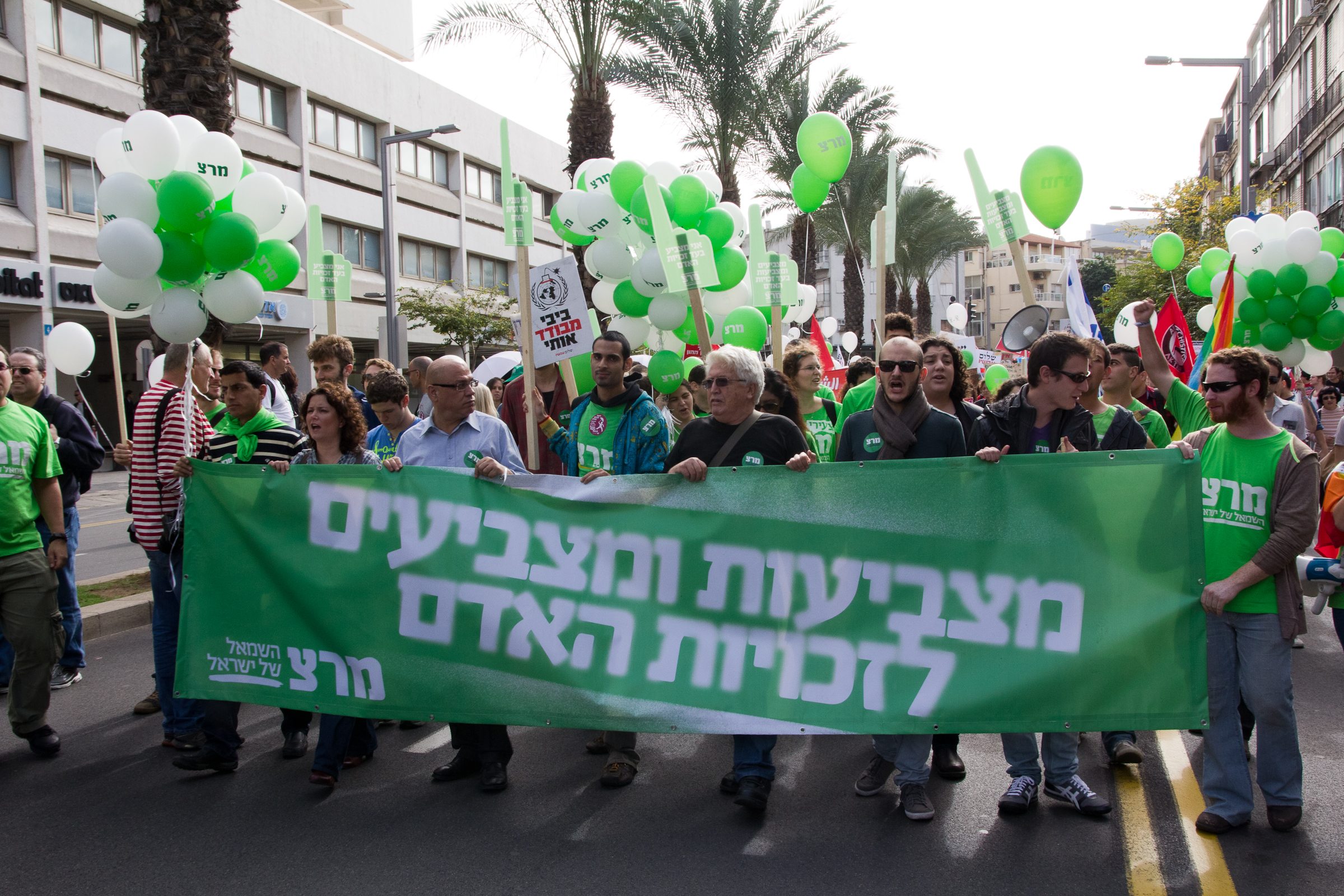
Активисты «Мерец», Международный марш за права человека, Тель-Авив, 7 декабря 2012 года.

На выборах партийного руководства в конце 2007 года Бейлин снял свою кандидатуру после того как стало ясно, что Хаим Орон вёл в опросах общественного мнения. Орон выиграл внутренние выборы, состоявшиеся 18 марта 2008, набрав 54,5 % голосов, опередив Рана Коэна (27,1 %) и Зехаву Гальон (18,1 %) и став новым председателем партии «Мерец».
Поскольку «Мерец» не удалось привлечь избирателей разочарованных партией «Авода», несмотря на падение количества граждан, проголосовавших за «Аводу», и даже тех, кто голосовал на предыдущих выборах за «Партию Пенсионеров» («Гиль»), была выдвинута инициатива по расширению репрезентативности партии «Мерец». Опросы показывали, что большинство бывших избирателей «Аводы» и пенсионеров предпочитали партию «Кадима» во главе с Ципи Ливни, которая многими израильтянами рассматривалась как выступающая за достижение мира с палестинцами. В переговорах по формированию правительства под её руководством в сентябре 2008 года, Ливни планировала включить в него и «Мерец», и даже обещала, что депутаты от «Мерец» могут рассчитывать на два министерских портфеля. В результате, многие избиратели «Мерец» стратегически проголосовали за партию «Кадима» на выборах февраля 2009 года, чтобы не допустить к премьерству Биньямина Нетаньяху из «Ликуда».
22 декабря 2008 года «Мерец» объединился с «Хатнуа ха-Хадаша» («Новое движение»), в поддержку которого выступил целый ряд культурных и общественных деятелей, в том числе писатель Амос Оз и актриса Гила Алмагор. Однако на израильских выборах февраля 2009 года этот альянс провалился, набрав только три места, среди которых был и Ницан Хоровиц из «Хатнуа ха-Хадаша». Свою роль сыграло и тактическое голосование левого электората, и его разочарование поддержкой Ороном операции «Литой свинец», и ухудшившееся финансовое положение, из-за которого партия не имела возможности поддерживать работу региональных отделений и молодёжных организаций. В целом на этих выборах левые израильские партии (включая «Аводу») потерпели жестокое поражение, небывалое со времён основания государства Израиль.
Была создана внутрипартийная комиссия для оценки неудачного исхода голосования. Она пришла к выводу о необходимости обновления состава участников партии посредством привлечения молодёжи и женщин, внесения изменений в концептуальные документы, более точного определения потенциального электората для повышения эффективности работы с ним, поскольку ранее партия безуспешно пыталась объединить на своей платформе интересы израильских арабов, мизрахим и русим из бывшего СССР.
В начале 2011 года Хаим Орон покинул пост председателя партии и своё место в кнессете. На внутрипартийных выборах в феврале 2012 года лидером партии была избрана Захава Гальон, набрав 60,6 % голосов, в то время как Илан Гилон занял второе место с 36,6 %, а Ури Офир — третье с 2,8 %. Под новым руководством партия в значительной мере вернулась к наследию Алони, ставя во главу угла борьбу за права женщин и дискриминируемых групп, включая ЛГБТ.

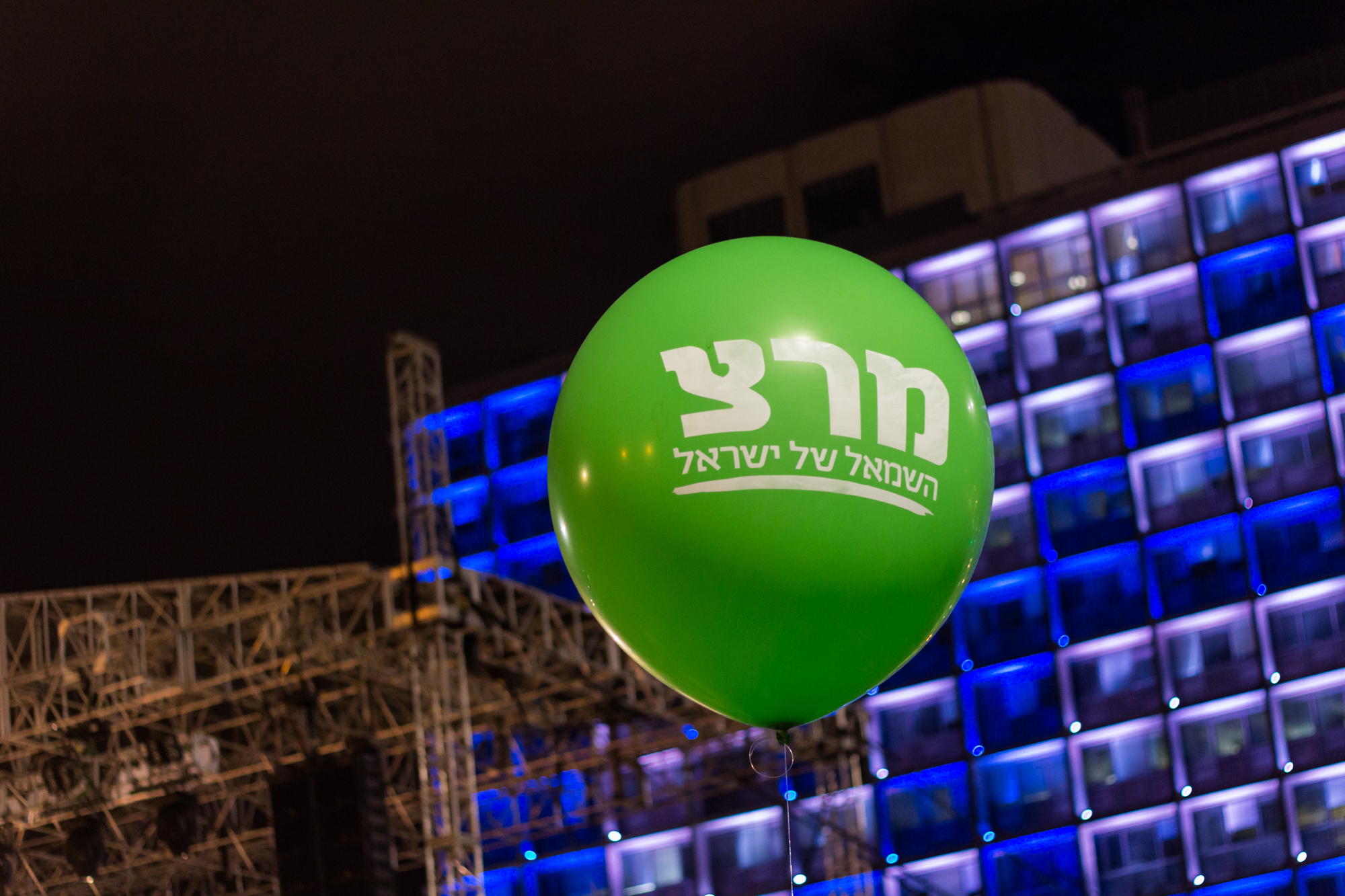
Воздушный шар «Мерец» на митинге памяти Рабина на площади Ицхака Рабина, 1 ноября 2014 года.

На парламентских выборах 2013 года «Мерец» удвоил своё представительство до 6-и мест. Половина депутатов фракции — женщины (Захава Гальон, Михаль Розин и Тамар Зандберг). В октябре 2013 года «Мерец» закрепил успех на муниципальных выборах, гарантировав себе шесть мест в городском совете в Тель-Авиве и по пять в Раанане и Гиватаиме. 8 декабря 2014 года партия «Мерец» подписала соглашение об обмене излишками голосов на предстоящих парламентских выборах 2015 года с партией «Авода», которая планировала участвовать в них как «Сионистский лагерь».
На парламентских выборах 2015 года в кнессет 20-го созыва «Мерец» получил 5 мандатов. Когда предварительные результаты выборов показали, что представительство партии будет сокращено, Захава Гальон объявила, что уйдет в отставку с поста председателя партии «Мерец», как только будет выбран её преемник (и из Кнессета, чтобы освободить место для Тамар Зандберг, хотя та и другие призывали Гальон пересмотреть своё решение, а подсчёт голосов военнослужащих и так обеспечил прохождение Зандберг на пятом месте в списке).
Тамар Зандберг возглавила «Мерец» в марте 2018 года. В феврале 2019 года партия «Мерец» провела свои первые открытые предварительные выборы. В голосовании приняли участие 86 % членов партии. Самым популярным, обойдя Михаль Розин, оказался Илан Гилон, который получил втором месте в списке партии после лидера партии Тамар Зандберг (последнюю затем сменил Ницан Горовиц). На парламентских выборах 2019 года в кнессет 21-го созыва «Мерец» получил 4 мандата, а на следующих выборах в том же году в составе Ха-махане ха-демократи — 3 из 5 мест этого альянса с Демократической партией Израиля Эхуда Барака и экосоциалистическим «Зелёным движением» (Ха-Тнуа ха-йерука) во главе со Став Шафир, отколовшейся от партии «Авода».
На парламентских выборах 2020 года в кнессет 23-го созыва (в составе списка Авода-Гешер-Мерец) получил 3 или 4 мандата из 7 для этого избирательного блока. Несмотря на участие в коалиционных переговорах, блок остался в оппозиции после формирования 35-го правительства Израиля во главе с Нетаньяху, а затем распущен на самостоятельные фракции.
На парламентских выборах 2021 года в кнессет 24-го созыва «Мерец» получил 6 мандатов (4,6 % голосов) и вошёл в коалиционное правительство вместе с объединившимимся против Нетаньяху партиями «Еш Атид», «Кахоль-Лаван», «Ямина», «Авода», «Наш дом Израиль», «Тиква Хадаша» и «Объединённый арабский список». Три депутата от Мерец стали министрами в кабинете Яира Лапида: Горовиц — министром здравоохранения, Зандберг — министром охраны окружающей среды, а Иссауи Фрейдж — министром регионального сотрудничества. Это первое возвращение «Мерец» в органы исполнительной власти с 2000 года.
На парламентских выборах 2022 года в кнессет 25-го созыва «Мерец» не преодолел электоральный барьер в 3,25 % (не хватило несколько тысяч голосов) и не получил ни одного мандата.

## Идеология

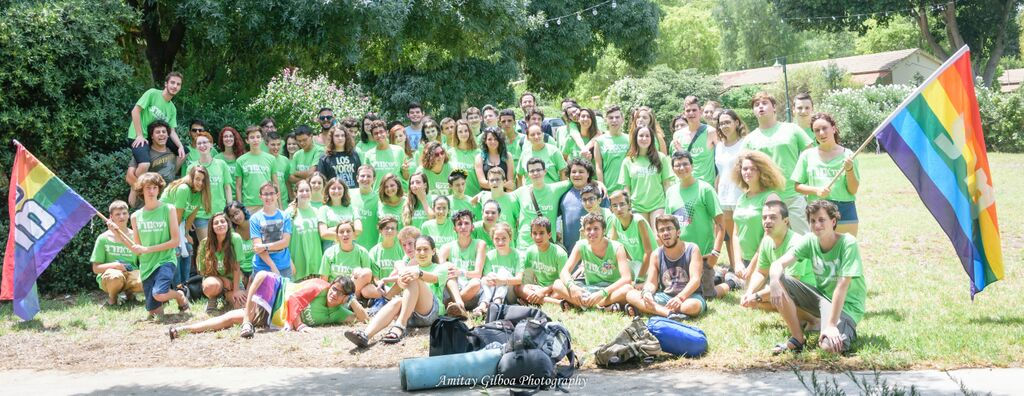
Представители молодёжной организации МЕРЕЦ с флагами движения за мир

«Мерец» определяет себя как сионистская, левая социал-демократическая партия. Она входит в Социалистический интернационал. Партия видит себя в качестве политического представителя израильского движения за мир как в кнессете, так и в муниципальных советах и других местных законодательных учреждениях.
В международной прессе партию описывают как левую, социал-демократическую, миротворческую, светскую, гражданско-либеральную и выступающую против оккупации. Некоторые источники, особенно из израильского правого лагеря, описывают партию как ультралевую.
После разочаровывающего для «Мерец» результата на выборах 2009 года, лидер партии Хаим Орон заявил, «Опираясь на энергию, которую я наблюдал сегодня, и на силы, которые существуют внутри нас, мы должны преодолеть сложное чувство, которое мы переживаем в этот вечер. Мы не будем уничтожены». Орон пообещал, что Мерец продолжит быть «ключевым элементом в формирование сионистской, миротворческой и гуманистической социал-демократической левой силы в государстве Израиль».
Партия пользовалась заметной популярностью в университетских и студенческих кругах, а наиболее организованный блок партийного электората составляли члены кибуцного движения ха-Кибуц ха-Арци. Хотя депутаты от «Мерец» на протяжении многих лет наиболее последовательно продвигали законодательные инициативы, направленные на помощь социально уязвимым и неимущим слоям, партии не удалось избавиться от имиджа политического движения, представляющего преимущественно интересы образованных и относительно обеспеченных жителей Северного Тель-Авива.
Некоторое влияние «Мерец» завоевал в арабском секторе, особенно в Иерусалиме и Галилее, однако успехи здесь оставались скромными (а до избрания Фрейджа в Кнессет в 2013 году на протяжении десятилетия среди её депутатов не было представителей арабской общины). При этом, «Мерец» в середине 2010-х остался единственной неарабской партией Израиля, поддерживающей идею создания в настоящее время независимого палестинского государства. Партия «Мерец» протестовала против законопроекта о национальном государстве 2018 года и обратилась в Верховный суд Израиля с просьбой признать этот закон недействительным, утверждая, что он является дискриминационным по отношению к арабам и друзам.

## Структура и международные связи
Высшим партийным органом является конференция из 800 членов партии «Мерец», избираемых на 4-летний срок с возможностью продления полномочий до 6 лет, которая проводится не реже одного раза в год.. Решения конференции принимаются большинством голосов, а в случае равного результата решающее значение имеет мнение председателя партии, избираемого на 4-летний срок. Генеральный секретарь партии несёт ответственность за организационную и финансовую деятельность, контролирует работу местных отделений. Отделения партии создаются по региональному и отраслевому принципу.
«Мерец» располагает разветвлённой сетью внутрипартийных учреждений. Для лиц в возрасте до 18 лет создана «Мерец Юность», от 18 до 35 лет — «Молодёжь Мерец», старше 65 лет — ветеранская организация. Сторонники «Мерец» имеют свои объединения в кибуцах, мошавах и Федерации труда (Гистадруте). Существует зонтичный Всемирный альянс «Мерец», объединяющий левосионистские организации и индивидуальных сторонников «Мерец», проживающих как в Израиле, так и за его пределами. Наибольшая поддержка «Мерец» за рубежом наблюдается в Великобритании, Франции и США. Рабоче-сионистское молодёжное движение «Ха-шомер ха-цаир» с отделениями во многих странах, неформально ассоциировалось с «Мерец» (ранее с МАПАМ).
Американская комедиантка Сара Сильверман, сестра которой Сьюзан является реформистским раввином в Израиеле, призывала израильских избирателей на выборах 2015 года выбрать «Мерец». В октябре 2024 года американский филиал Всемирного союза Мерец, «Партнёры за прогрессивный Израиль», стал первой сионистской группой в США, которая призвала правительство Соединённых Штатов приостановить продажу наступательного оружия Израилю и перенаправить свою помощь правительству Нетаньяху на миротворческие усилия.

## Принципы
«Мерец» подчёркивает следующие свои принципы:
- Мир между Израилем и палестинцами на основе принципа двух государств для двух народов, обозначенном в Женевских Договорённостях.
- Эвакуация большей части еврейских поселений на Западном берегу реки Иордан.
- Права человека:
  - Борьба за защиту прав человека на территориях, оккупированных Израилем.
  - Защита прав меньшинств в Израиле (израильские арабы, иностранные рабочие), борьба с дискриминацией.
  - Защита прав женщин и феминизм.
  - Защита прав сексуальных меньшинств.
- Борьба за социальную справедливость:
  - Превращение Израиля в социал-демократическое государство с развитой системой социального обеспечения.
  - Защита прав работников и борьба против их эксплуатации (особенно иммигрантов и иностранных рабочих).
- Отделение религии от государства и свобода вероисповедания.
- Либеральное светское образование.
- Обеспечение безопасности Израиля.
- Охрана окружающей среды.

## Депутаты вКнессете 24-го созыва
1. Михаль Розин (сменила Ницана Хоровица, ставшего министром здравоохранения Израиля)
2. Габи Ласки (сменила Тамар Зандберг, ставшую министром по охране окружающей среды Израиля)
3. Яир Голан
4. Гайда Ринауи-Зоаби
5. Али Салалха (18 июля 2021 года сменил Иссауи Фрейджа, ставшего министром регионального развития Израиля)
6. Мосси Раз